# Gaëlle Billaut-Danno
Gaëlle Billaut-Danno est une actrice française.

## Biographie
Fille de la comédienne et chanteuse Jacqueline Danno, elle s'est formée à l'atelier Blanche Salant et au Method Acting Center.

## Filmographie

### Cinéma
- 1998 : Les Grandes Bouches de Bernie Bonvoisin
- 2001 : Au nom de la race humaine de Cyrille Haouzi
- 2002 : Clap Your Hands de Dominique Bichon
- 2003 : Sans regrets de Christophe Devauchelle et Stéphane Kneubuhler
- 2004 : Luna and Ms Y de Richard Dailey
- 2005 : Le Cornet de Martin Dinkov
- 2006 : Dany Des Rues Volcan de Fred Réau
- 2006 : Esquisse de Jérôme Tripier
- 2006 : Cum à la maison de Fred Réau
- 2008 : Everybody Needs Somebody de Christophe Averlan
- 2008 : Sans toi de Géraldine Elghasi
- 2008 : Remi de Romain Basset
- 2009 : L'Ombre de Jean Halluin
- 2009 : Je n'étais pas prête de Williams Huré
- 2010 : A 44 de Stéphanie Simon
- 2010 : Moi je préfère Robert de Gilles Maillard
- 2010 : Et si on vivait tous ensemble ? de Stéphane Robelin
- 2012 : Macadam Baby de Patrick Bossard
- 2013 : Paranoïa Park de Bruno Mercier

### Télévision
- 1999 : Ivre-mort pour la patrie du professeur Choron
- 2001 : Groland Sat de Nath Dumont
- 2001 : Chasing the Sun de T. A. Heppenheimer
- 2001 : L'Enfant des lumières de Daniel Vigne
- 2001 : Rêves en France de Pascal Kané
- 2002 : L’imposteur du siècle de Yumi Hagihara
- 2002 : La Famille Laporte de J.-C. Dereverre
- 2005 : La Crim' d'Éric Woreth
- 2006 : Préjudices de Frédéric Berthe
- 2007 : Requiem pour un conte de David Maltese
- 2009 : Comprendre et pardonner de C. Raynaud
- 2010 : Fais pas ci, fais pas ça de Laurent Dussaux
- 2011 : Détectives de Lorenzo Gabriele
- 2011 : Main courante de Jean-Marc Thérin
- 2011 : Q.I d'Olivier de Plas
- 2015 : 200 Mètres de Thierry Bouteiller
- 2016 : Engrenages de Frédéric Jardin
- 2018 : Section de recherches de Jean-Marc Thérin
- 2018 : Profilage de Lionel Mougin
- 2020 : Un si grand soleil

## Distinctions
- Molières 2015 : nommée au Molière de la révélation théâtrale pour Célimène et le Cardinal
- 2020 : prix Théâtre de la Fondation Charles-Oulmont pour son interprétation dans La Journée de la jupe